# روجير يانسن
روجير يانسن (بالهولندية: Rogier Jansen) مواليد 29 أكتوبر 1984 في أمستردام، هو لاعب كرة سلة هولندي. بدأ مسيرته الاحترافية في سنة 2003. يلعب في الدوري الهولندي لكرة السلة.

## المسيرة الاحترافية
لعب مع نادي أمستردام لكرة السلة في موسم 2002–2003، ثم لعب مع نادي دين بوش لكرة السلة من سنة 2009 إلى 2011، ثم لعب مع نادي دن هيلدر لكرة السلة في موسم 2013–2014.

## الإنجازات
- الدوري الهولندي لكرة السلة (1): 2003–04

## روابط خارجية
- روجير يانسن على موقع الاتحاد الدولي لكرة السلة (الإنجليزية)
- روجير يانسن على موقع الدوري الأوروبي لكرة السلة (الإنجليزية)
- روجير يانسن على موقع كرة السلة الأوروبية.كوم (الإنجليزية)
- روجير يانسن على موقع ريلجم (الإنجليزية)
- روجير يانسن على موقع سبورتس رفرنس (الإنجليزية)